# Chiesa di San Giovanni Battista (Induno Olona)
La chiesa di San Giovanni Battista è la chiesa principale di Induno Olona, in provincia di Varese.

## Storia
Eretta tra la fine del XV secolo e l'inizio del XVI, probabilmente costruita sui resti di una chiesa più antica. Dedicata al santo patrono del paese, vanta, accanto all'altare dedicato alla Vergine, 15 tondi ad olio su rame della scuola del Morazzone raffigurante i Misteri del Rosario, simili a quelli conservati nella Basilica di San Vittore a Varese. I disegni preparatori, realizzati dal Morazzone stesso, sono oggi agli Uffizi di Firenze.
Oggetto di un ampliamento profondo in ogni secolo successivo fino al XIX con l'intervento finale dell'architetto indunese Carlo Maciachini, internamente la decorazione pittorica risente delle influenze degli interventi di ampliamento passati, con l'ultimo affresco risalente agli inizi del XX secolo ad opera di Angelo Comolli.

## Galleria d'immagini

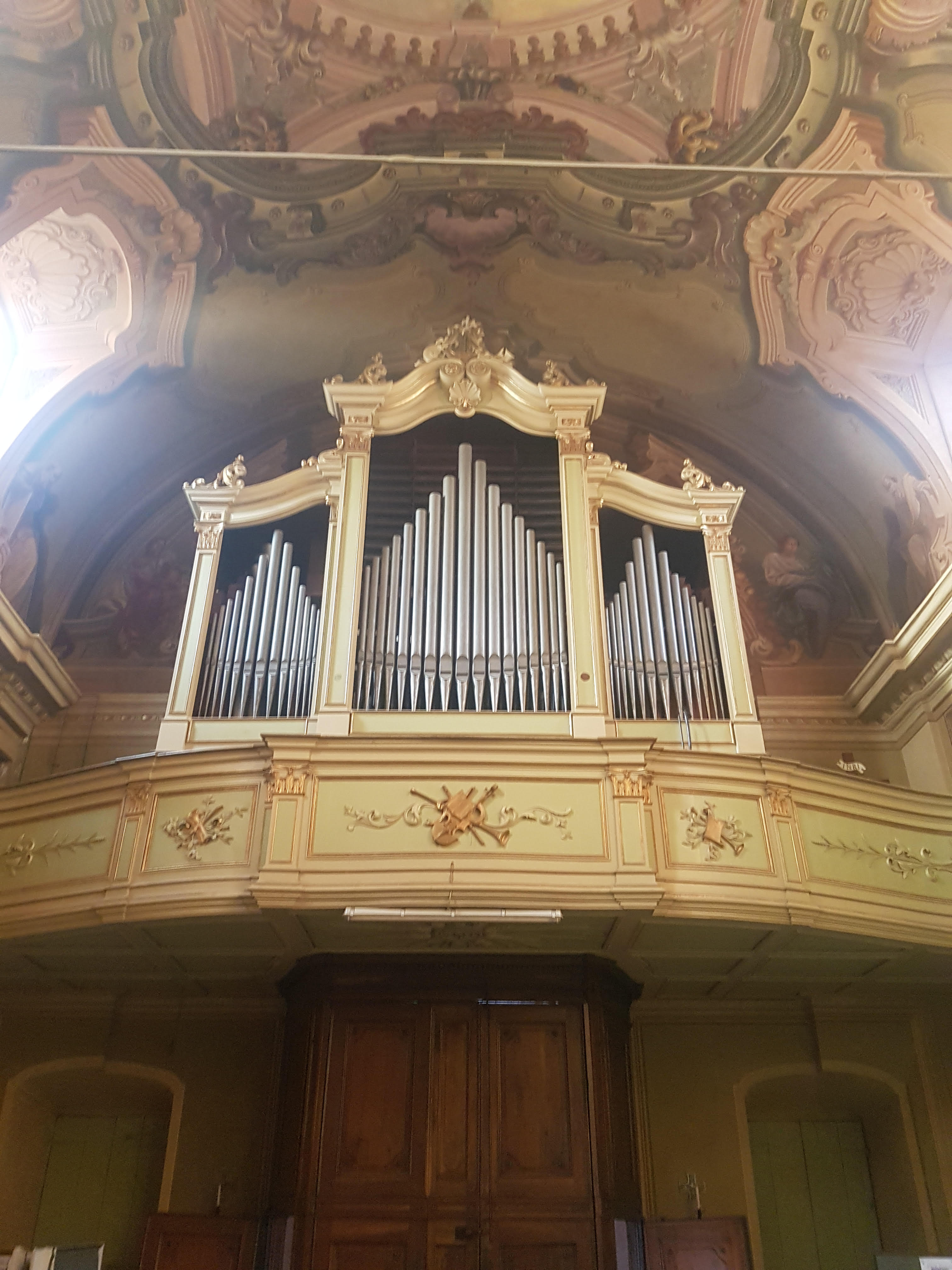
Organo posto al nartece della navata centrale
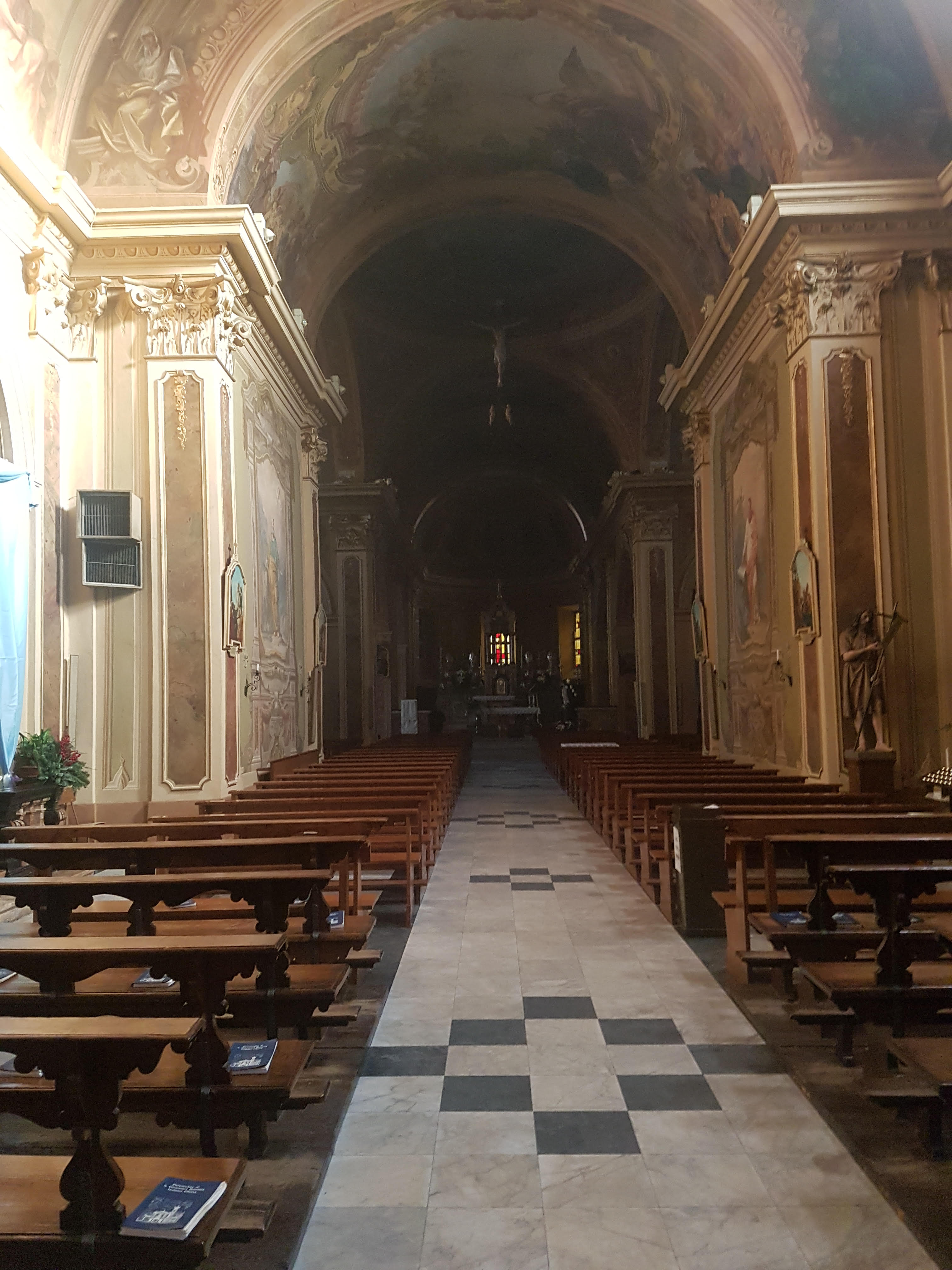
Navata centrale
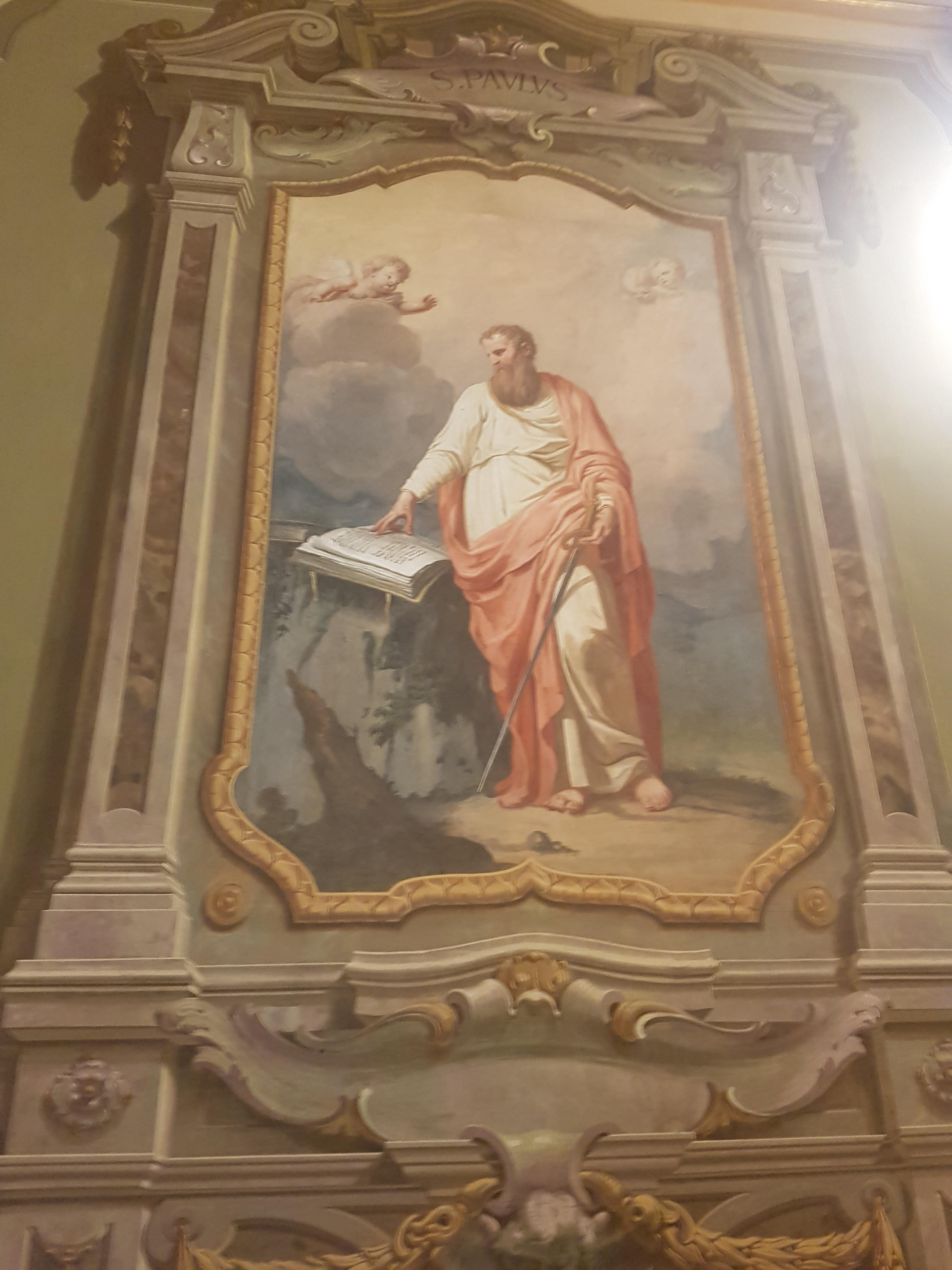
Affresco raffigurante san Paolo